# Jakob Frohschammer

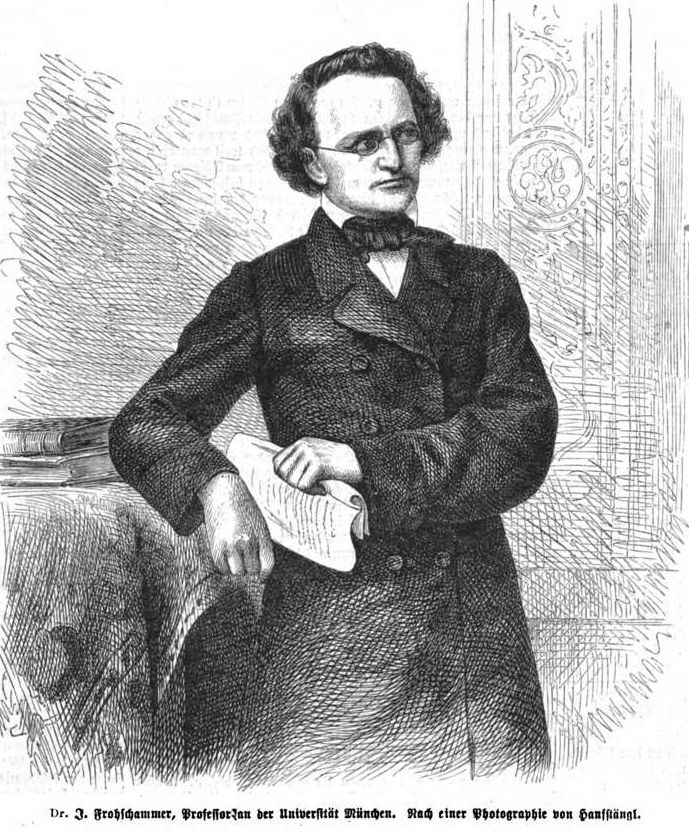
Jakob Frohschammer, 1862. Grafik nach einem Foto von Hanfstängl.

Jakob Frohschammer (* 6. Januar 1821 in Illkofen; † 14. Juni 1893 in Kreuth) war ein deutscher katholischer Theologe und Philosoph.

## Leben
Frohschammer studierte Philosophie und Theologie an der Universität München, wurde 1847 zum katholischen Priester geweiht, habilitierte sich 1850 an der Münchener Universität als Privatdozent der Theologie und trat nach dem Erscheinen seiner Beiträge zur Kirchengeschichte (1850), einer Schrift Ueber den Ursprung der menschlichen Seelen (München 1854) und seines offenen Sendschreibens an Carl Vogt: Menschenseele und Physiologie (München 1855) als Professor der Philosophie 1855 in die philosophische Fakultät über.
Da seine Schriften Einleitung in die Philosophie (München 1858), Ueber die Aufgabe der Naturphilosophie (München 1861) und besonders Ueber die Freiheit der Wissenschaft (München 1861) in Rom Anstoß erregten und Frohschammer den geforderten Widerruf verweigerte, wurde er 1863 suspendiert, setzte aber den Kampf gegen die kirchliche Autorität und das Unfehlbarkeitsdogma in einer Reihe von Broschüren fort, ohne sich indes der ihm als Halbheit erscheinenden altkatholischen Bewegung anzuschließen.
Als Philosoph ist er in seinem zugleich gegen Dogma und Materialismus gerichteten Buch Das Christentum und die moderne Naturwissenschaft (Wien 1868) gegen beide polemisch und neuerlich mit einem metaphysischen Versuch: Die Phantasie als Grundprincip des Weltprocesses (München 1877), der in naturphilosophischer Weise der bewusstlos verständig schaffenden Einbildungskraft die Vermittlerrolle zwischen Vernunft (Geist) und Sinnlichkeit (Natur) zuweist.
1913 wurde im Südwestteil Am Riesenfeld des Münchner Stadtbezirks Milbertshofen-Am Hart die Frohschammerstraße nach ihm benannt.

## Werke
- Beiträge zur Kirchengeschichte in drei Abhandlungen. Wölfle, Landshut 1850 (Digitalisat).
- Ueber den Ursprung der menschlichen Seelen. Rechtfertigung des Generatianismus. Rieger, München 1854 (Digitalisat).
- Menschenseele und Physiologie. Eine Streitschrift gegen Carl Vogt in Genf. Literarisch-artistische Anstalt, München 1855 (Digitalisat).
- Einleitung in die Philosophie und Grundriß der Metaphysik zur Reform der Philosophie. Cotta, München 1858 (Digitalisat).
- Ueber die Aufgabe der Naturphilosophie und ihr Verhältnis zur Naturwissenschaft. Mit Untersuchungen über Theologie, Materie und Kunst. München 1861 (Digitalisat).
- Ueber die Freiheit der Wissenschaft. Lentner, München 1861 (Digitalisat).
- Das Christenthum und die moderne Naturwissenschaft. Tendler, Wien 1868 (Digitalisat).
- Das Recht der eigenen Überzeugung. Leipzig, Fues [R. Reisland], 1869.
- Ueber die religiösen und kirchenpolitischen Fragen der Gegenwart. Gesammelte Abhandlungen. Loll, Elberfeld 1875 (Digitalisat).
- Die Phantasie als Grundprincip des Weltprocesses. Ackermann, München 1877 (Digitalisat).
- Monaden und Weltphantasie. Ackermann, München 1879 (Digitalisat).
- Ueber die Bedeutung der Einbildungskraft in der Philosophie Kants und Spinozas. Ackermann, München 1879 (Digitalisat).
- Über die Principien der aristotelischen Philosophie und die Bedeutung der Phantasie in derselben. Ackermann, München 1881 (Digitalisat).
- Ueber die Genesis der Menschheit und deren geistige Entwicklung in Religion, Sittlichkeit und Sprache. Ackermann, München 1883 (Digitalisat).
- Ueber die Organisation und Kultur der menschlichen Gesellschaft. München 1885.
- „Kein heiteres Lebensbild“. Eine Autobiographie. Hrsg. und eingeleitet von Klaus H. Fischer. Fischer, Schutterwald 2009, ISBN 978-3-928640-91-6.
- Die Unfehlbarkeit des Papstes. Offenes Sendschreiben an seine Excellenz den Herrn Erzbischof von München-Freising Gregor von Scherr betreffend den Hirtenbrief vom 26. Dezember 1870. Hrsg. und eingeleitet von Klaus H. Fischer. Fischer, Schutterwald 2009, ISBN 978-3-928640-90-9.
- Der Fels Petri in Rom. Beleuchtung des Fundaments der römischen Papstherrschaft. Hrsg. und eingeleitet von Klaus H. Fischer. Fischer, Schutterwald 2009, ISBN 978-3-928640-89-3.